# برکتانت
برکتانت یا براکتانت نام ژنریک داروی سورفکتانت ریوی مستخرجه از ریه‌های گاو است. برکتانت حاوی فسفولیپید، چربی‌های خنثی، اسیدهای چرب و پروتئین‌های دارای فعالیت کشش سطحی می‌باشد. به این عصاره طبیعی استخراج شده در صورت نیاز ترکیباتی مکمل مانند دی پی پی سی، تری پالمیتین و اسید پالمیتیک اضافه می‌شود تا فعالیت کشش سطحی آن بهبود یابد.
ترکیب حاصله حاوی ۲۵ میلی‌گرم در میلی لیتر فسفولیپید، ۰٫۵ تا ۱٫۷۵ میلی‌گرم در میلی لیتر تری گلیسرید، ۱٫۴ تا ۳٫۵ میلی‌گرم در میلی لیتر اسیدهای چرب آزاد و حدود ۱ میلی‌گرم در میلی لیتر هم پروتئین‌های آب‌گریز است.
این دارو به صورت سوسپانسیون داخل تراشه ای بوده و برای درمان سندروم زجر تنفسی تجویز می‌شود.

## کشورهای سازنده
اولین سورفکتانت ریوی تولید شده در ایران معروف  به داروی درمان زجر تنفسی نوزادان مشهور است روز یکشنبه سوم شهریور ۹۸ در حضور سورنا ستاری، معاون علمی و فناوری رئیس جمهور و محمد مخبر رئیس ستاد اجرایی فرمان امام  رونمایی شد.برای تولید این دارو با روش‌های های‌تک و مدرن در کشور بیش از هفت سال فعالیت علمی و تحقیقاتی صورت گرفته است.
قیمت این دارو به ازای هر ویال حدود ۴۰۸ دلار در اروپا و آمریکا است و قیمت نمونه هندی آن به ازای هر ویال حدود ۱۰۰ دلار است. حدود ۳۵ تا ۴۷ هزار و ۵۰۰ نوزاد نارس در ایران نیازمند داروی برکسورف هستند.

## فرم Generic
داروی اصلی توسط شرکت ابوی با نام تجاری سوروانتا Survanta و داروی ژنریک آن که با نام برکسورف Beraksurf است توسط شرکت تکزیما Tekzima ساخته می‌شود.